# Abbaye de Revesby
L’abbaye de Revesby est une ancienne abbaye, savignienne puis cistercienne, située dans le village de Revesby, dans le comté du Lincolnshire, en Angleterre. Comme la plupart des abbayes britanniques, elle a été fermée par Henri VIII durant la campagne de dissolution des monastères. Transformée ensuite en manoir par ses propriétaires successifs, elle a été habitée notamment par Joseph Banks.

## Histoire

### Fondation
L'abbaye est fondée, suivant les sources, en 1142 ou 1143 par Guillaume de Roumare (« William de Romara »), comte de Lincoln, pour que les moines prient pour le repos de son âme et de celles de ses ancêtres. Le premier abbé en est Aelred de Rievaulx lui-même, avant d'être nommé abbé de Rievaulx en 1146 ou 1147. D’autres chroniques font état de « William » comme premier abbé, alors qu'Aelred est abbé de Rievaulx dès 1142.
Contrairement à la plupart des abbayes cisterciennes, le site choisi par le comte pour construire l'abbaye n'est pas désert et inculte : trois hameaux y sont implantés, qu'il faut détruire pour construire l'abbaye ; les habitants se voient proposer le choix entre un nouveau site offert par le comte, la liberté d'aller où bon leur semble ou la possibilité de devenir convers. En attendant d'avoir construit l'abbatiale, les moines prient dans l'église existante de Saint-Laurent.

### Moyen Âge
Les chroniques rapportent que l'abbaye est obligée d'emprunter de l'argent, notamment à des juifs. En 1216, un des moines est arrêté par le Prince Jean, accusé d'avoir participé à la Première Guerre des barons ; mais, l'enquête menée, il s'avère qu'il a pris l'habit avant le début de cette guerre.
L'abbaye est relativement prospère, au point de fonder une abbaye-fille, celle de Cleeve en 1198.

### Liste des abbés de Revesby
- Aelred de Rievaulx[5], nommé en 1142[note 1];
- Walo, attesté en 1155 ;
- Hugh, attesté en 1176 et en 1200 ;
- Ralf, attesté en 1208 ;
- Elias, attesté en 1216 et en 1231 ;
- Matthew ;
- William, attesté en 1255 ;
- Walter, attesté en 1257 et en 1263 ;
- Robert, attesté en 1275 ;
- Henry, attesté en 1291 ;
- Walter, élu en 1294 ;
- Philip, attesté en 1294 ;
- Henry, élu en 1301, attesté en 1314 ;
- Henry, attesté en 1385 ;
- John de Toft, attesté en 1390 ;
- Thomas, attesté en 1504 et en 1532 ;
- Robert Styk ou Banbury, attesté en 1536 ;
- John, attesté en 1537[4].

### Dissolution du monastère
Le 4 septembre 1536, comme l'immense majorité des monastères britanniques, à la suite de la rupture entre Henri VIII et l'Église catholique, l'abbaye de Revesby est fermée et détruite lors de la campagne de dissolution des monastères.
La maison construite à l'emplacement de l'abbaye appartient au XVIIIe siècle à la famille Banks. C'est notamment là que grandit Joseph Banks, directeur de la Royal Society, explorateur, compagnon de James Cook et botaniste. En 1818, ce manoir est reconstruit dans un style néo-gothique. Le nouveau propriétaire, James Banks Stanhope, arrière-petit-fils de Joseph Banks, passe sa vie à l'entretenir ainsi que l'église Sainte-Marie-et-Saint-Laurent, jusqu'à sa mort en 1901.